# Swinburne
Swinburne este un oraș din Africa de Sud.